# わたしはネコである
『わたしはネコである』は、いしいひさいちの4コマ漫画作品集。『がんばれ!!タブチくん!!』『いしいひさいちの問題外論』に出てきた野球選手たちが小説家や編集者という設定で登場する。
ここでは続巻の『わたしはネコである殺人事件』などを含めたシリーズ全体を紹介する。なお、シリーズの総称は『文豪春秋』、または『旧鎌倉物語』。スピンオフ作品に『女（わたし）には向かない職業』がある。
2020年6月22日発売の「小説新潮」7月号から、新シリーズ『剽窃新潮』の連載が始まった。

## 主な登場人物
広岡達三
高齢の小説家。執筆分野は純文学だが、時にミステリーやエッセイも手掛ける。高慢かつ俗物的な性格が強い。遅筆のためいつも編集者を困らせている。作家生活は30～50年だが、発刊した単行本は少なく殆どは絶版になっているが、文壇の重鎮として存在感を持つ。代表作に『星霜』『藍旗』などがある。気難しい性格で文壇に敵が多く、他の作家の作品を認めることは少ない。恩師には関根潤三郎がいる。ヘビースモーカー。広島県呉市の出身で、妻を亡くしたことから借家に引越し、現在は鎌倉市在住。モデルは広岡達朗。
お手伝い
広岡が引っ越してきた借家についていた女性。月給は10万3000円。とぼけた性格でよく広岡を怒らせている。大食漢で初期は体が大きく、訛った言葉遣いが特徴だったが、徐々に痩せ型になり語尾に「にゃ」を付けることが多くなった。『いしいひさいちの問題外論』のイケヤマ（池山隆寛）と似た顔だが、同作者のエッセイ風漫画では何度か妻として登場しているため、モデルはいしいひさいち自身の妻と言われている（真相は不明）。「ののちゃん」に登場する広岡医院の助手（猫久保さん）とは同一人物。
安田
出版社勤務で広岡と田淵の担当者で役職はデスク。原稿の締め切りを守らない広岡に神経をすり減らしていて、締め切り日が近づくと「深夜3時に（広岡宅に）電話を掛ける」ほど病的に催促をするなど人格が豹変する。表向きは広岡に従順に接しているが、心の底では大して気に留めていないことも多い。他の編集者と同様、夏の手土産はいつもスイカ。広岡の他にも多くの作家を担当している。モデルは安田猛。
田淵コースケ（幸助）
初期作品では「幸之助」との表記も。二流のミステリー作家。大食いで巨漢。穏やかな人柄で広岡とも親交が深い。人柄は良いが、作家としての才能はなく、似たような小説を乱作していて単行本は返本が相次いでいる。代表作は『FA殺人事件』『ブタマン太平記』など。家族に妻のみよこと幼い娘がいる。モデルは田淵幸一。
広岡、安田、田淵は『がんばれ!!タブチくん!!』からのスピンオフキャラクターで、『となりの山田くん』にも登場するが、田淵は第三小学校の体育の先生になっている。
小川
安田、しおり、モトキが勤務する出版社（講談社、または文豪春秋社）の編集長。ポーカーフェイス。モデルは東京創元社の戸川安宣元社長で、そのため初期は戸川の名で登場していた。
ある時期を境に別の編集長（モデルはチャンネルゼロの冨岡雄一）も登場しており、近年の作品では小川は姿を見せないことも多い。
しおり
文豪春秋社の弱小編集部に勤務する新米編集者。個性派ぞろいの作家達に翻弄されることも多い。作家とは電話やファックスで対応することがほとんど。モデルは作家の宮部みゆき。
書店店頭用の文庫目録の表紙に起用されていたことがある（イラストはいしいひさいちによる）。
モトキ
文豪春秋社の弱小編集部に勤務する編集者。まだ若いが婦女暴行3件の前科持ち。モデルは元木大介。
川上哲学
小説家。かつては「文壇のドン」と呼ばれたほどだが現在はパッとしない。広岡の特に嫌っている作家で至って仲が悪く、広岡の代表作である『星霜』を書評で「今年上半期最大の収穫である。ウチの山羊のよい飼料になった」などと罵倒している。元は広岡の師だったらしいが詳細は不明。モデルは川上哲治。
村山実篤
小説家。陰湿で陰険、執筆は暗所で行う。短期集中型で「執筆の村山」の異名を持つ。広岡との仲はあまり良くないが接点も少ない。モデルは村山実。
長島茂吉
小説家。「ミスターものかき」と揶揄されるほどの量産作家。多くの連載を抱える。作品の質は一定を保っていて人気は高い。広岡の後輩（或いは同期）に当たるが仲はあまり良くない。モデルは長嶋茂雄。
関根潤三郎
広岡の敬愛する純文学小説家。現在は現役を退き鎌倉で暮らす。高齢のため痴呆が進んでいる。モデルは関根潤三。
原タツヒコ
小説家。売れっ子で出版社からの待遇も良いが、言動は支離滅裂で、何を書いているのかはよく分からない。「キャハ」が口癖。モデルは原辰徳。